# Термосфера
Термосфе́ра (от греч. θερμός — «тёплый» и σφαῖρα — «шар», «сфера») — слой атмосферы, следующий за мезосферой. Начинается на высоте 80—90 км и простирается до 700 км. Выше этого слоя располагается внешняя часть атмосферы — экзосфера.
Температура воздуха в термосфере быстро и разрывно возрастает и может варьировать от 200 К до 2000 К, в зависимости от степени солнечной активности.
Причиной является поглощение ультрафиолетового излучения Солнца на высотах 150—300 км, обусловленное ионизацией атмосферного кислорода.
В нижней части термосферы рост температуры в сильной мере обусловлен энергией, выделяющейся при объединении (рекомбинации) атомов кислорода в молекулы (при этом в энергию теплового движения частиц превращается энергия солнечного УФ-излучения, поглощённая ранее при диссоциации молекул O2). На высоких широтах важный источник теплоты в термосфере — Джоулево тепло, выделяемое электрическими токами магнитосферного происхождения. Этот источник вызывает значительный, но неравномерный разогрев верхней атмосферы в приполярных широтах, особенно во время магнитных бурь.

## Полёты в термосфере
Из-за крайней разреженности воздуха полёты выше линии Кармана возможны только по баллистическим траекториям. Все пилотируемые орбитальные полёты (кроме полётов к Луне) проходят в термосфере, преимущественно на высотах от 200 до 500 км — ниже 200 км сильно сказывается тормозящее действие воздуха, а выше 500 км простираются радиационные пояса, оказывающие на людей вредное действие.
Беспилотные спутники тоже по большей части летают в термосфере — вывод спутника на более высокую орбиту требует бо́льших затрат энергии, кроме того, для многих целей (например, для дистанционного зондирования Земли) малая высота предпочтительнее.
Высокая температура воздуха в термосфере не страшна летательным аппаратам, поскольку из-за сильной разрежённости воздуха он практически не взаимодействует с обшивкой летательного аппарата, то есть плотности воздуха недостаточно для того, чтобы нагреть физическое тело, так как количество молекул очень мало и частота их столкновений с обшивкой судна (соответственно и передачи тепловой энергии) невелика.

Исследования термосферы проводятся также с помощью суборбитальных геофизических ракет.
В термосфере наблюдаются полярные сияния.